# Dum Dum Diddle
«Dum Dum Diddle» es una canción de ABBA, lanzada en su álbum Arrival (1976). En 1977 fue lanzado como sencillo en Argentina bajo el sello discográfico RCA.

## Producción
Cuando se les preguntó "¿Cómo ABBA logra hacer que una canción tan ridícula y banal como Dum Dum Diddle cobrara vida?", el fundador de Björn Again, Rod Leissle respondió: "Creo que ABBA tenía una cualidad especial sobre las canciones. Ellos podían poner letras ridículas en una canción, y porque eran, fundamentalmente, grandes compositores, podían hacer que ésta funcione. Una línea como 'Dum Dum Diddle, to be your fiddle' no tiene sentido en realidad, pero les funciona porque se puede cantar y disfrutar".

## Composición
Dum Dum Diddle es una canción pop inspirada en el folklore sueco. La canción cuenta con la guitarra acústica de Lasse Wellander en los versos. Benny toca el piano durante los descansos entre el coro "woh - woh" de las damas.. La canción tiene un estribillo de estilo violín (simulado por un sintetizador), que sirve como gancho . Contiene una "corriente de melodías e instrumentación fuertes".

## Sinopsis
La canción es acerca de una mujer que en silencio anhela el afecto de un hombre triste y solitario, cuyo único placer es oracticar y tocar su violín . The Guardian la describió como "una canción sobre una mujer que se siente amenazada sexualmente por el violín de su pareja".

## Recepción crítica
Abba's Abba Gold sugiere que ABBA criticó la canción, aunque añade que a los escritores del libro les gusto. 

## Versiones
Helen Sjoholm cantó el "Dum Dum Diddle", acompañada por Orsa Spelman Kalle Moraeus en el violín.